# Aquiropoet
Un aquiropoet (en grec: ἀχειροποίητον, literalment [icones] no fetes per mans) és una casta d'icona creada, segons el cristianisme, de manera miraculosa, sense la intervenció d'un pintor. L'adjectiu aquiropoet, -a designa qualsevol objecte que reculli aquestes característiques.
Els aquiropoets sempre són de Jesús i la Mare de Déu. Els exemples més notables s'acrediten per la tradició entre els fidels de l'Església Ortodoxa i són algunes icones russes, la Imatge d'Edessa o Mandílion, i la Hodegetria. Depenent de la versió de les històries del seu origen moltes de les versions de Jesús o la Mare de Déu es creu que van ser creades mentre vivien. A l'Església catòlica s'hi consideren el Sant sudari i el vel de la Verònica. El terme també es fa servir per a icones que se sap que han estat còpies, però s'han fet a partir d'un arquetip original creat miraculosament.
Encara que els aquiropoets més famosos són majoritàriament icones de pintura sobre taula de fusta, també ho han estat altre tipus de tècniques com els mosaics, rajoles pintades i teles. Ernst Kitzinger distingeix dos tipus: «o són imatges que es creu que han estat fetes per mans que no són les del comú dels mortals, o es considera que s'han fet d'una manera mecànica impressionant l'original, però sempre es considera que hi ha hagut una intervenció miraculosa». La creença en aquest tipus d'imatges va ser més freqüent al segle vi, al final del qual tant el Mandílion com la Imatge de Camuliana eren ben conegudes. El pelegrí Antoní de Piacenza va veure una relíquia del tipus del Vel de la Verònica a Egipte a la dècada del 570.